# Cavatina
A cavatina (korábban aria di sortita) egy dalműben (általában operákban) előforduló magánénekdarab, mely az áriától egyszerűségénél fogva különbözik. Nem fordulnak elő benne szövegismétlések, sem hosszabb koloraturák. A cavatina rendszerint önálló darab egy operán belül, de előfordul, hogy a cavatina egy hosszabb recitativo lírai befejezése. Két része van, egy lassú felvezető rész illetve egy gyorsabb tempójú lezárás.
Legismertebb cavatinák:
- Figaro cavatinája: Largo al factotum (Rossini:A sevillai borbély)
- Norma cavatinája: Casta diva (Bellini:Norma)
- Lucia cavatinája: Regnava nel silenzio (Donizetti:Lammermoori Lucia)
- Lukács cavatinája: "Haydn: Évszakok oratóriuma, a Nyár részből"